# Wanda Siemaszkowa
Wanda Felicja Katarzyna Siemaszko, de domo Sierpińska (ur. 30 grudnia 1867 w Lipowej, zm. 6 sierpnia 1947 w Żarnowcu) – polska aktorka teatralna, reżyserka, pedagog, dyrektorka: Teatru Miejskiego w Bydgoszczy (1920–1922), Teatru Popularnego im. Bogusławskiego w Poznaniu (1930–1931), Teatru Ziemi Rzeszowskiej (1945–1947).

## Życiorys
Urodziła się 30 grudnia 1867 r. w Lipowej k. Kobrynia na Białorusi. Była córką Feliksa i Emilii z Prenierów. Uczęszczała do gimnazjum w Łomży, gdzie stawiała pierwsze kroki na scenie teatralnej w teatrze amatorskim. Stamtąd przeniosła się do Warszawy. Ukończyła 7-klasową pensję H. Czarnockiej, a następnie Studium Dramatyczne Józefa Kotarbińskiego. Studiowała na Uniwersytecie Jagiellońskim w Krakowie.
Debiutowała 8 października 1887 r. w teatrze krakowskim w roli Helenki w przedstawieniu Dziwak. Początkowo grała role liryczne, przeważnie polskich dziewcząt. Stopniowo wzbogacała swój repertuar o role w sztukach klasycznych i romantycznych, wprowadzała na scenę literaturę polskich autorów (Jan August Kisielewski, Lucjan Rydel). W Krakowie pracowała przez sześć sezonów z przerwą w latach 1891–1892. W 1888 wyszła w Krakowie za mąż za aktora Antoniego Siemaszkę (zm. 1924) i odtąd występowała pod nazwiskiem męża.
W latach 1893–1894 była aktorką teatru lwowskiego, po czym ponownie pracowała w teatrze krakowskim. W latach 1897–1905 grała na scenach Krakowa, Warszawy i Lwowa (grała jako pierwsza m.in. Pannę Młodą w „Weselu” Wyspiańskiego - 1901). W 1905 r. stworzyła własny zespół, który występował m.in. w Mińsku Litewskim, Pińsku, Wilnie, Grodnie, Kowlu i Brześciu Litewskim. Od 1906 roku była ponownie aktorką teatru lwowskiego. Z zespołem tego teatru występowała w Wiedniu (1910) i Paryżu (1913). Ponadto sama wyjeżdżała na gościnne występy (Zagrzeb, Wiedeń, Praga, Tabor, Berlin). W latach 1918–1920 należała do zespołu wędrownego, z którym występowała w Częstochowie, Piotrkowie, Sosnowcu, Dąbrowie Górniczej, Płocku, Włocławku. Gościnnie grała w tym czasie w Łodzi, Warszawie, Lublinie.
Należała do Towarzystwa Wzajemnej Pomocy Literatów i Artystów Polskich we Lwowie, w ramach którego w 1907 została przewodniczącą wydziału.
Jesienią 1920 roku przybyła do Bydgoszczy. Władze miejskie na wniosek komisarycznego prezydenta miasta Jana Maciaszka oddały jej Teatr Miejski w dzierżawę na 5 lat. Jako dyrektorka Teatru zainaugurowała sezon 1920/1921 wystawieniem „Kościuszki pod Racławicami” W. L. Anczyca. W jej repertuarze znalazły się wybitne sztuki repertuaru polskiego (Adam Mickiewicz, Juliusz Słowacki, Stanisław Wyspiański, Stefan Żeromski) i obcego (William Szekspir). Za jej dyrekcji teatr zmagał się z wieloma trudnościami, które potęgowały powojenny kryzys gospodarczy, znaczny odsetek ludności niemieckiej, wymiana ludności wskutek swoistej „wędrówki ludów”. Nieprzyzwyczajona do ambitnego repertuaru polskiego publiczność miejscowa domagała się lżejszych spektakli dramatycznych i muzycznych. Atmosfera wokół teatru oraz stan finansowy tej instytucji stale się pogarszały. W jej obronie występował związany w tym czasie z Bydgoszczą Stanisław Przybyszewski. W lutym 1922 r. uchwałą Magistratu wypowiedziano jej umowę na prowadzenie teatru, a spór rozstrzygnęła polubownie, dobrowolnie ustępując ze stanowiska.
W czasie pobytu w Bydgoszczy funkcję dyrektora Teatru Miejskiego łączyła z pracą pedagogiczną. Wykładała w Szkole Dramatycznej, którą założyła w 1921 roku. Równocześnie założyła Dom Aktora przy ul. Gdańskiej 164. Była inicjatorką wykładów publicznych oraz włączała się do różnego rodzaju akcji społecznych. Udzielała się jako reżyser (opracowała 14 sztuk) i aktorka w spektaklach. Ulubioną jej specjalnością były role tragicznych matek.
Po opuszczeniu Bydgoszczy znów występowała gościnnie (Wilno, Warszawa, Lwów). W latach 1924–1926 na zaproszenie Polonii gościła w Stanach Zjednoczonych. W Chicago założyła własne studio teatralne. Występowała z patriotycznymi przedstawieniami (o odrodzonej Ojczyźnie i bohaterstwie Orląt Lwowskich) i zakładała liczne kółka dramatyczne przy szkółkach parafialnych w celu pielęgnowania mowy polskiej wśród młodego pokolenia polskiej emigracji.
Po powrocie do kraju w 1926 r. występowała w Teatrze Miejskim w Grudziądzu, potem w objeździe, m.in. w Toruniu, Bydgoszczy, Brześciu Litewskim. W latach 1927–1929 grała i reżyserowała w Teatrze Miejskim we Lwowie, a także założyła studio aktorskie, w którym przygotowywała nowe zastępy aktorów. W sezonie 1930/1931 była dyrektorem Teatru Popularnego im. Bogusławskiego w Poznaniu. Od 1932 do 1935 r. była aktorką teatru lwowskiego, występując również w innych miastach. W kolejnych latach, aż do wybuchu II wojny światowej, pracowała w Teatrze Polskim w Katowicach.
Po wybuchu II wojny światowej na dzień 9 września 1939 zapowiadano jej występ teatralny we Lwowie w komedii angielskiej Hicksa i Ducksa pt. Stare wino. W czasie pierwszej okupacji sowieckiej Lwowa (1939–1941) grała w Polskim Teatrze Dramatycznym. Po zajęciu miasta przez Niemców odsunęła się od teatru i wyjechała do Wieliczki. Wróciła do niego w 1945 r. Jesienią tego roku została dyrektorem Teatru Ziemi Rzeszowskiej w Rzeszowie, którym kierowała do śmierci. Zmarła 6 sierpnia 1947 w dworku Marii Konopnickiej w Żarnowcu, gdzie przebywała z córką (po mężu Kling) u Zofii Mickiewicz (córki M. Konopnickiej). Została pochowana w Jedliczu. Później spoczęła w grobowcu rodzinnym na cmentarzu Powązkowskim w Warszawie (kwatera 235-1-8).
Była członkiem kilku organizacji społecznych, m.in. Ligi Kobiet i Związku Pracy Obywatelskiej Kobiet. Ogłaszała artykuły z dziedziny sztuki i teatru. Pisywała felietony do „Ilustrowanego Kuriera Codziennego”. Była autorką szkicu U progu moich wspomnień teatralnych (druk, Wspomnienia aktorów, Warszawa 1963).

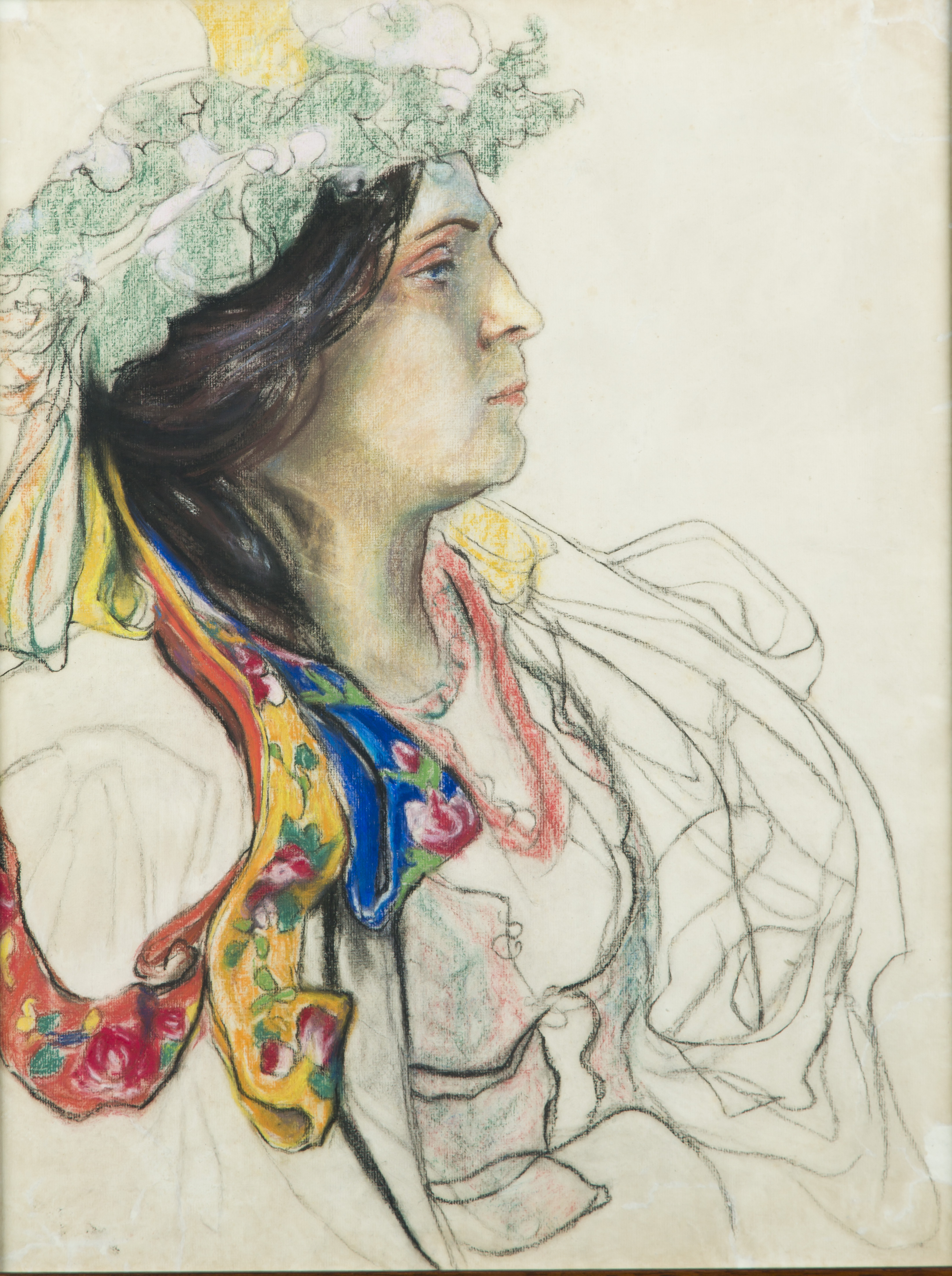
Wg Wyspiańskiego
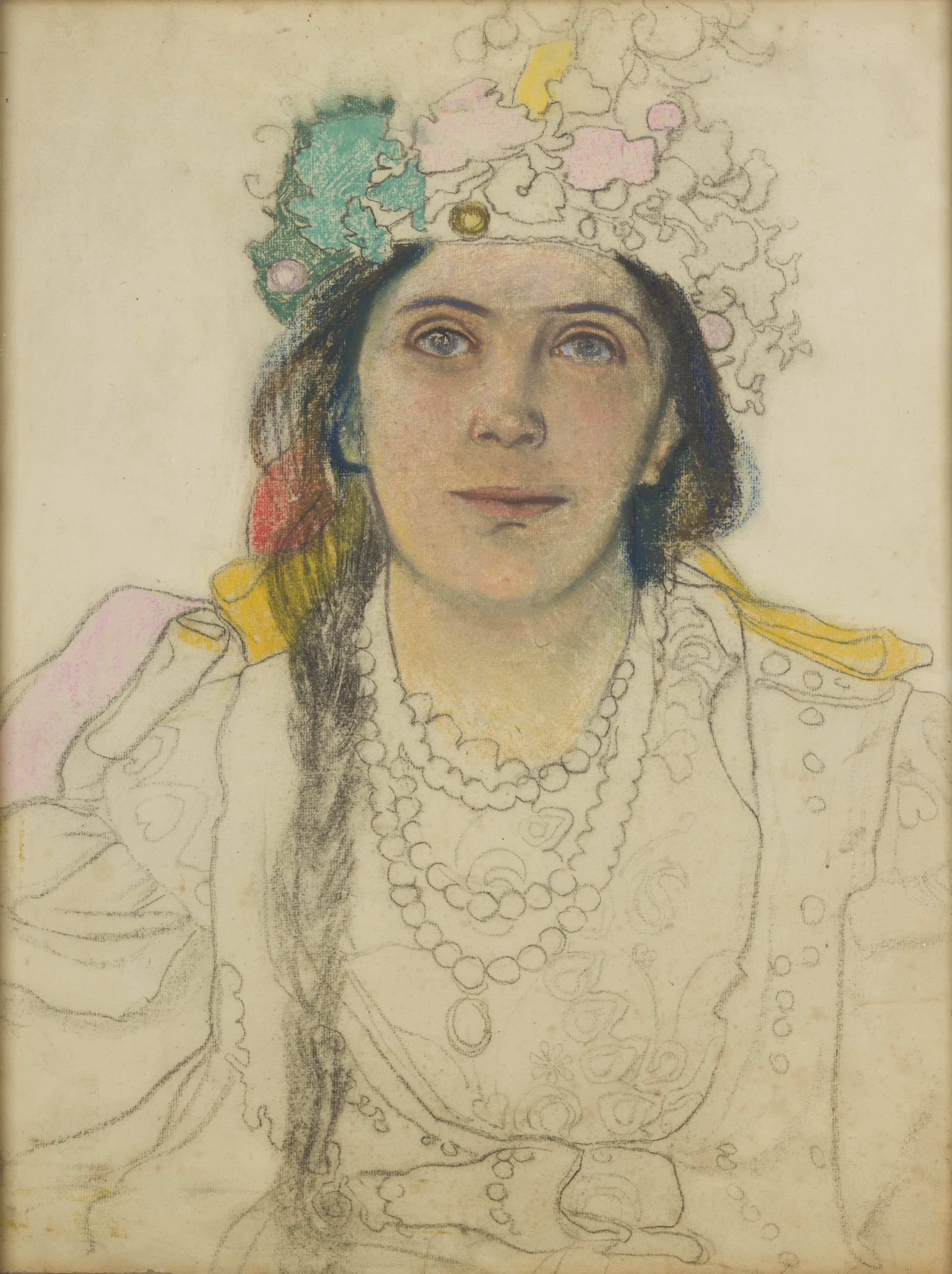
Wg Wyspiańskiego w roli Panny Młodej w "Weselu" ze zbiorów Muzeum Narodowego w Krakowie
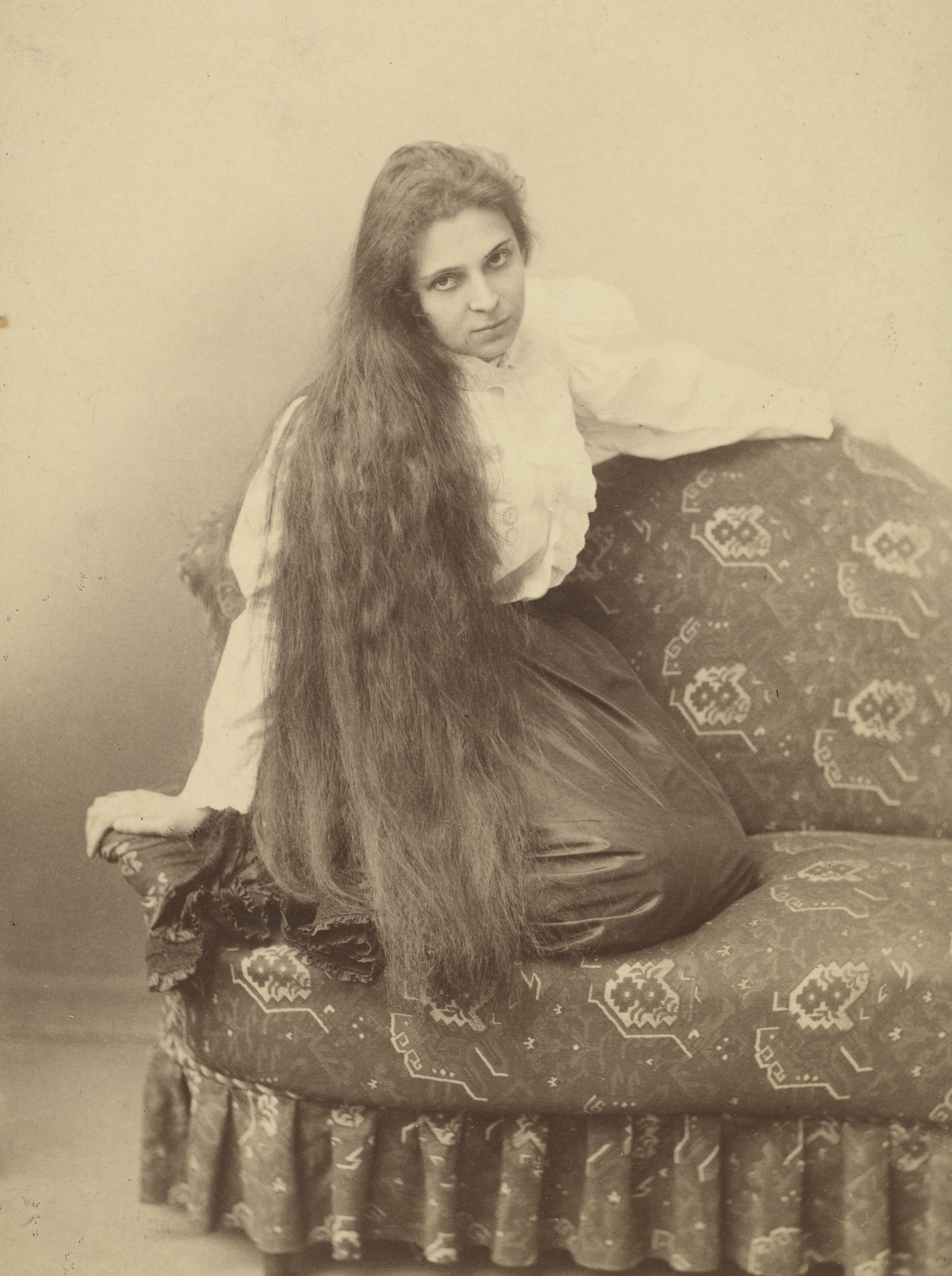
W roli Julki w sztuce W sieci Jana Augusta Kisielewskiego, około 1895
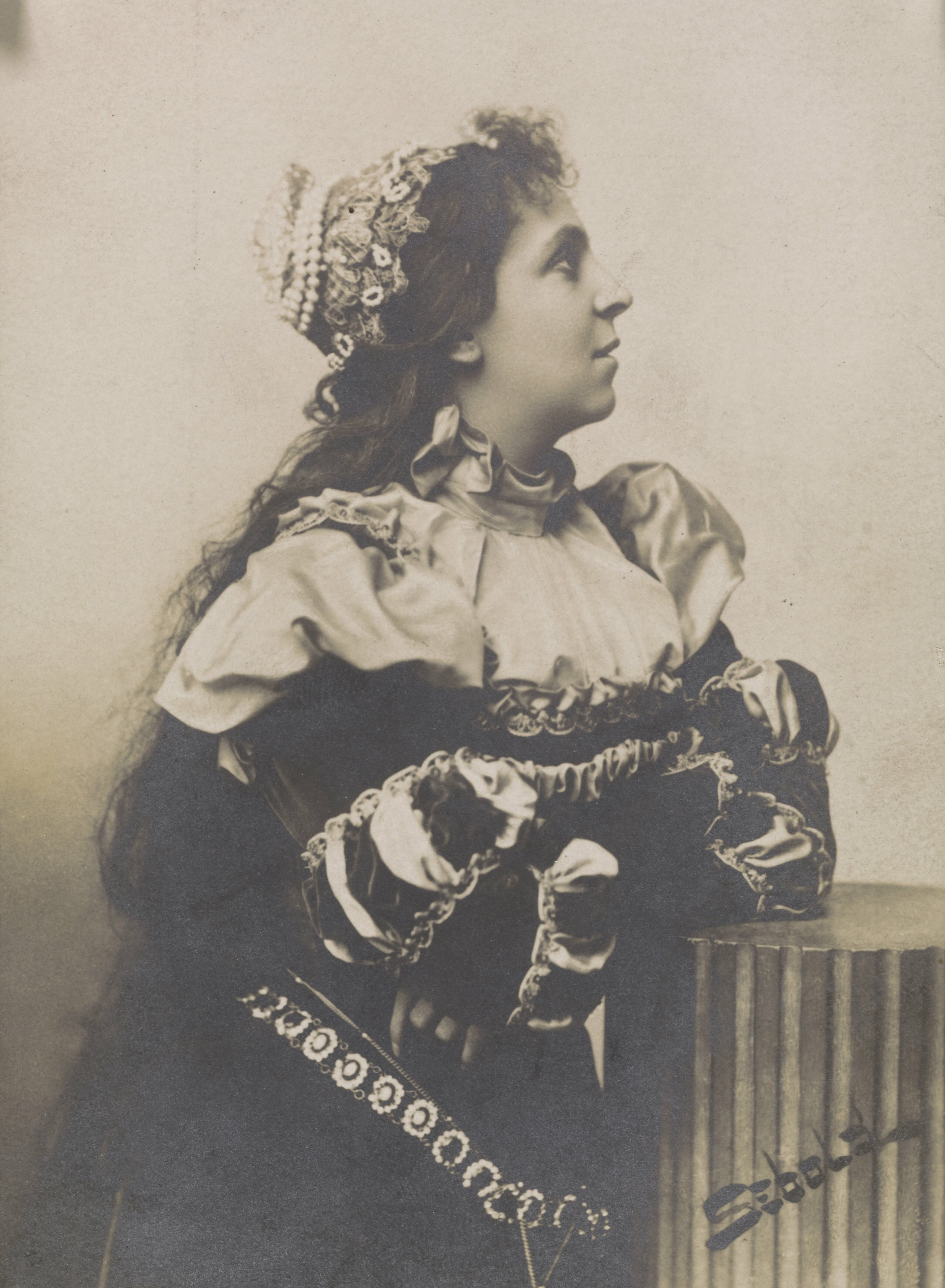
Wanda Siemaszkowa, 1901
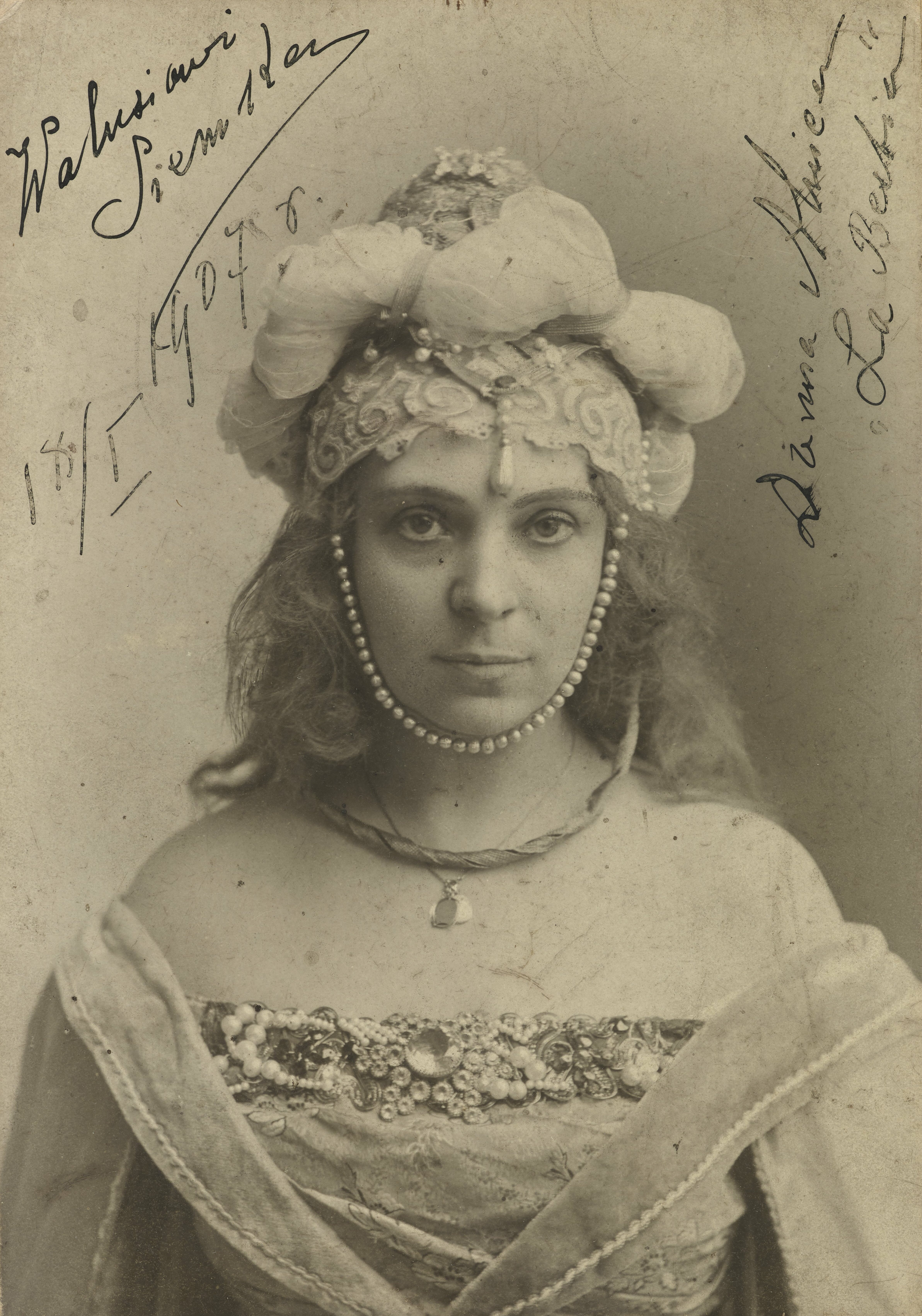
Jako Donna Alnica w Bestii Jerzego Żuławskiego, 1907
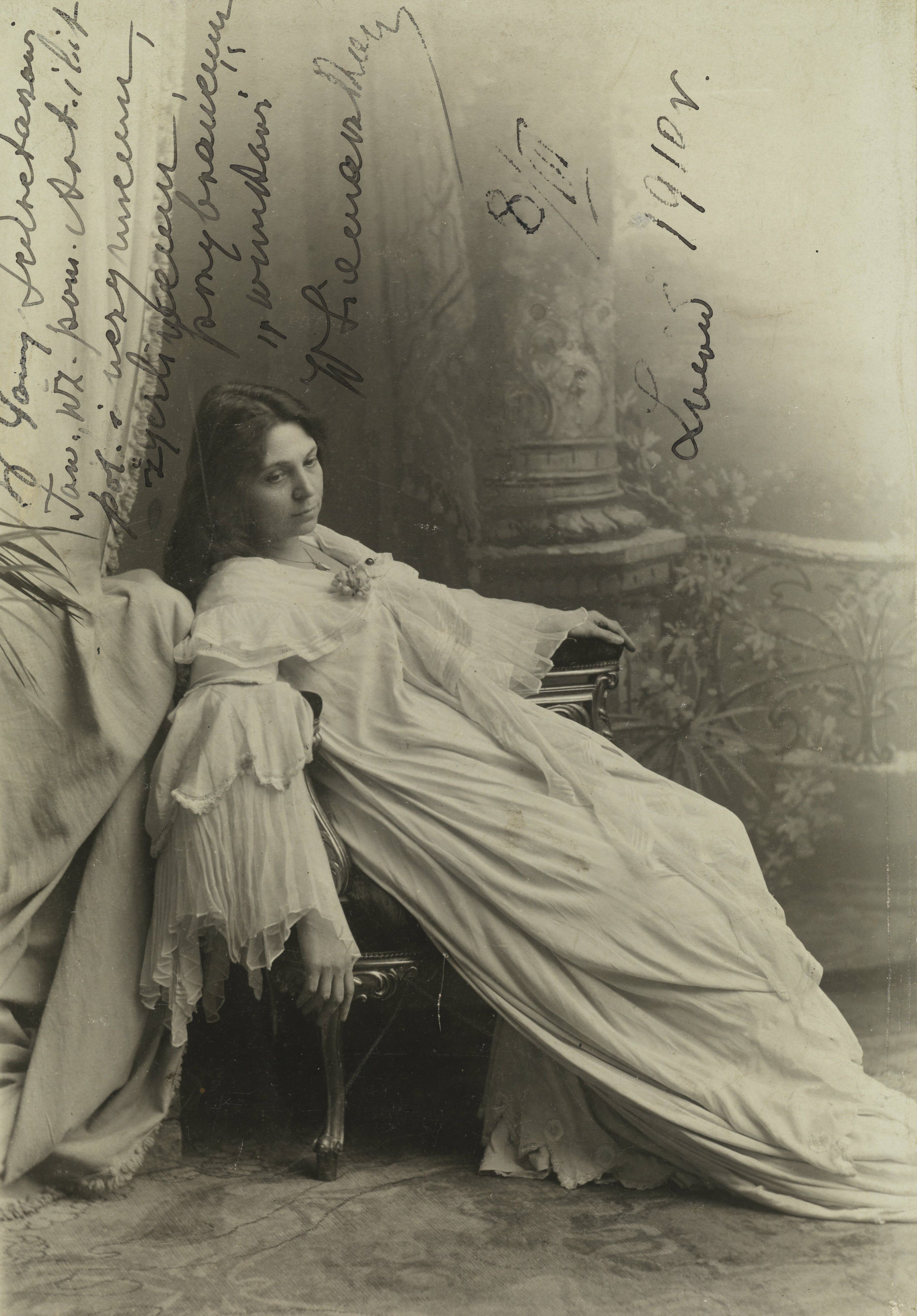
Portret Wandy Siemaszkowej, 1910
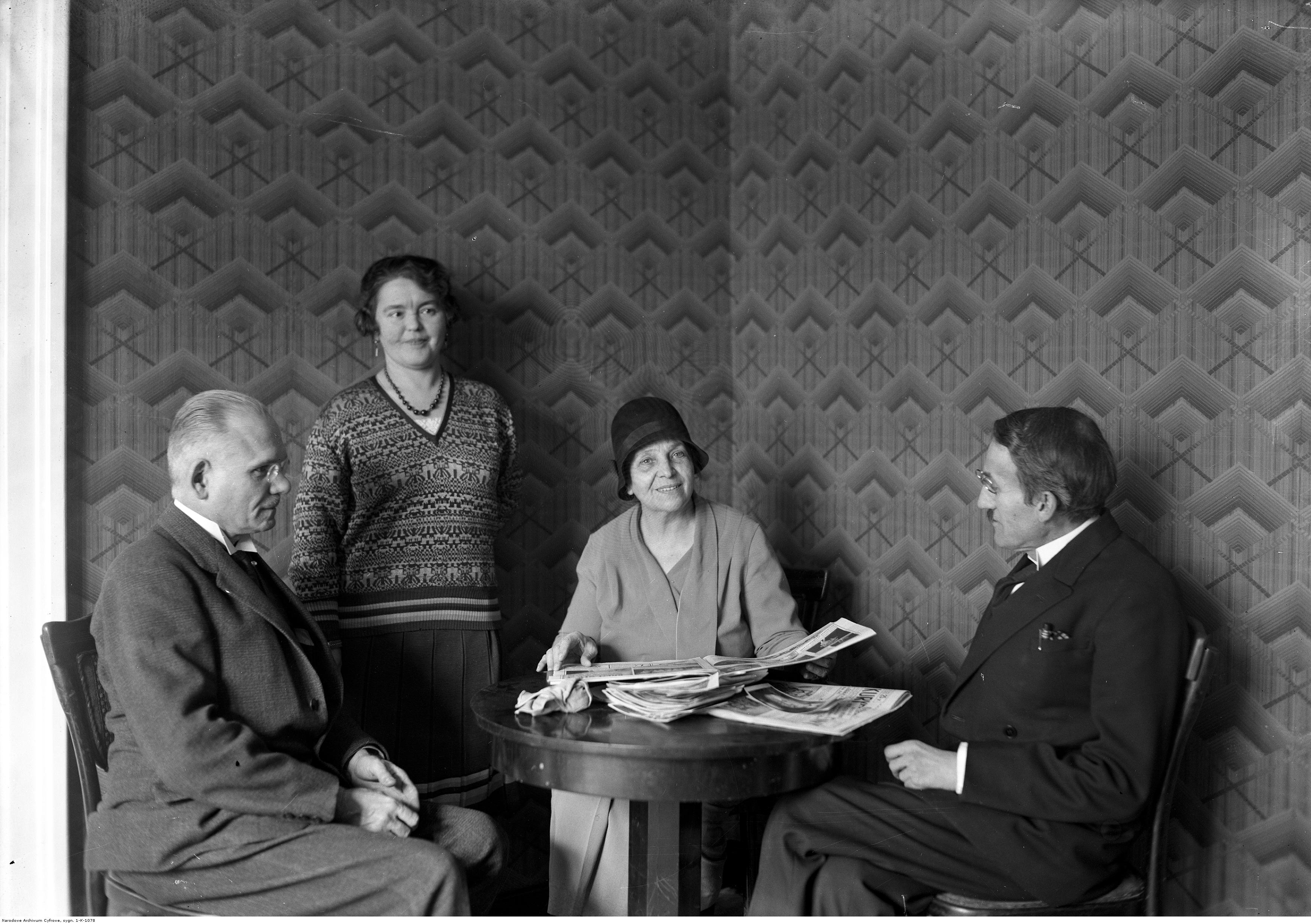
W Krakowie w redakcji IKC
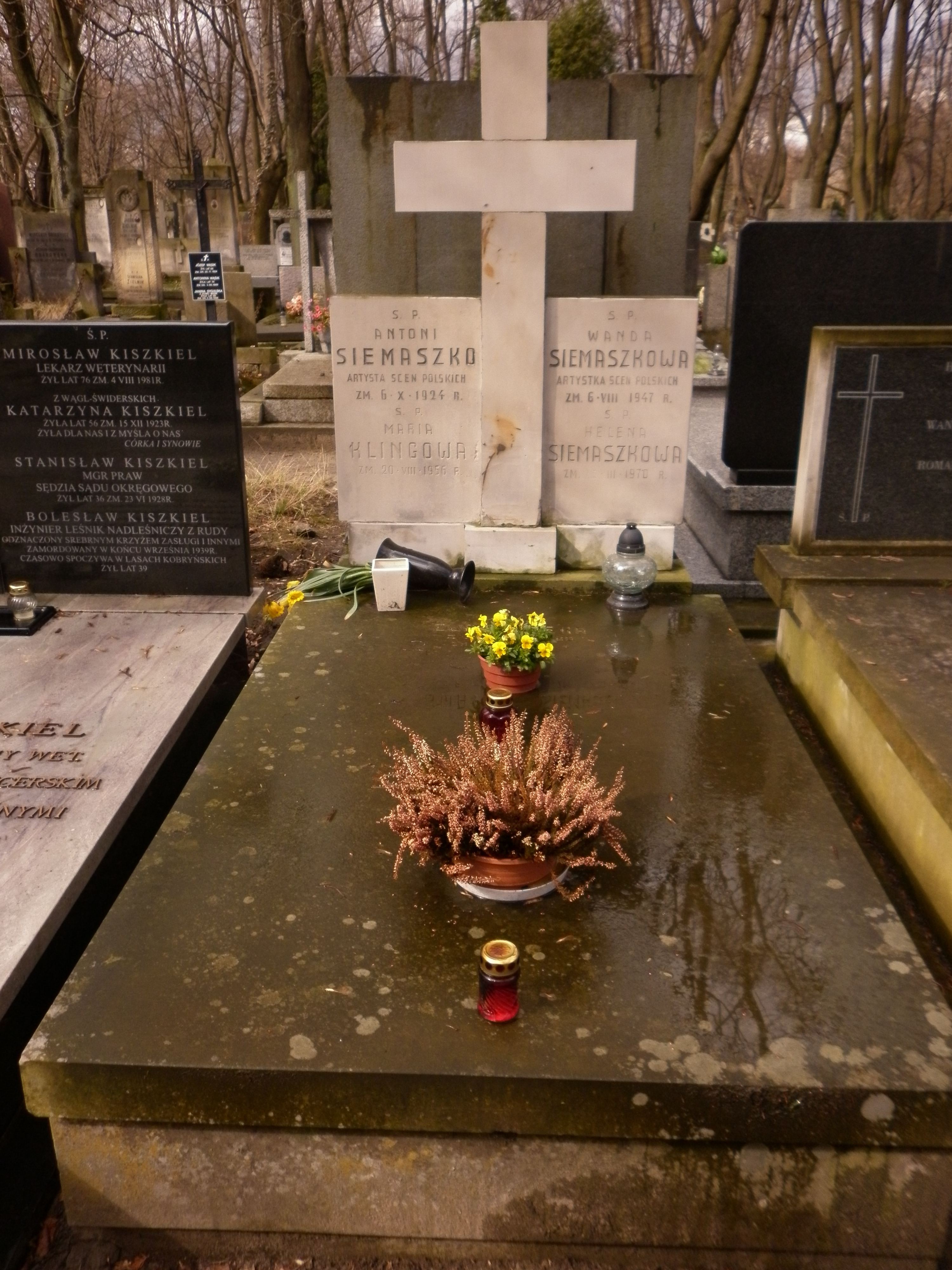
Grób Wandy Siemaszkowej na Starych Powązkach w Warszawie

## Filmografia
- O czem się nie mówi (1924) jako Romanowa
- Śmierć za życie. Symfonia ludzkości (1924) jako obłąkana karczmarka
- Za zasłoną (1938)

## Ordery i odznaczenia
- Złoty Krzyż Zasługi (dwukrotnie: 9 listopada 1931[9][10], 15 czerwca 1946[11])
- Złoty Wawrzyn Akademicki (7 listopada 1936)[12]

## Uhonorowanie
Wanda Siemaszkowa została zaliczona w poczet członków zasłużonych Związku Artystów Scen Polskich. W 1991 jej imieniem nazwano ulicę w Bydgoszczy na Osiedlu Niepodległości w dzielnicy Fordon. Dla uznania zasług jej imieniem nazwano w 1957 pierwszy zawodowy teatr dramatyczny w Rzeszowie.